# Mino (indumento)

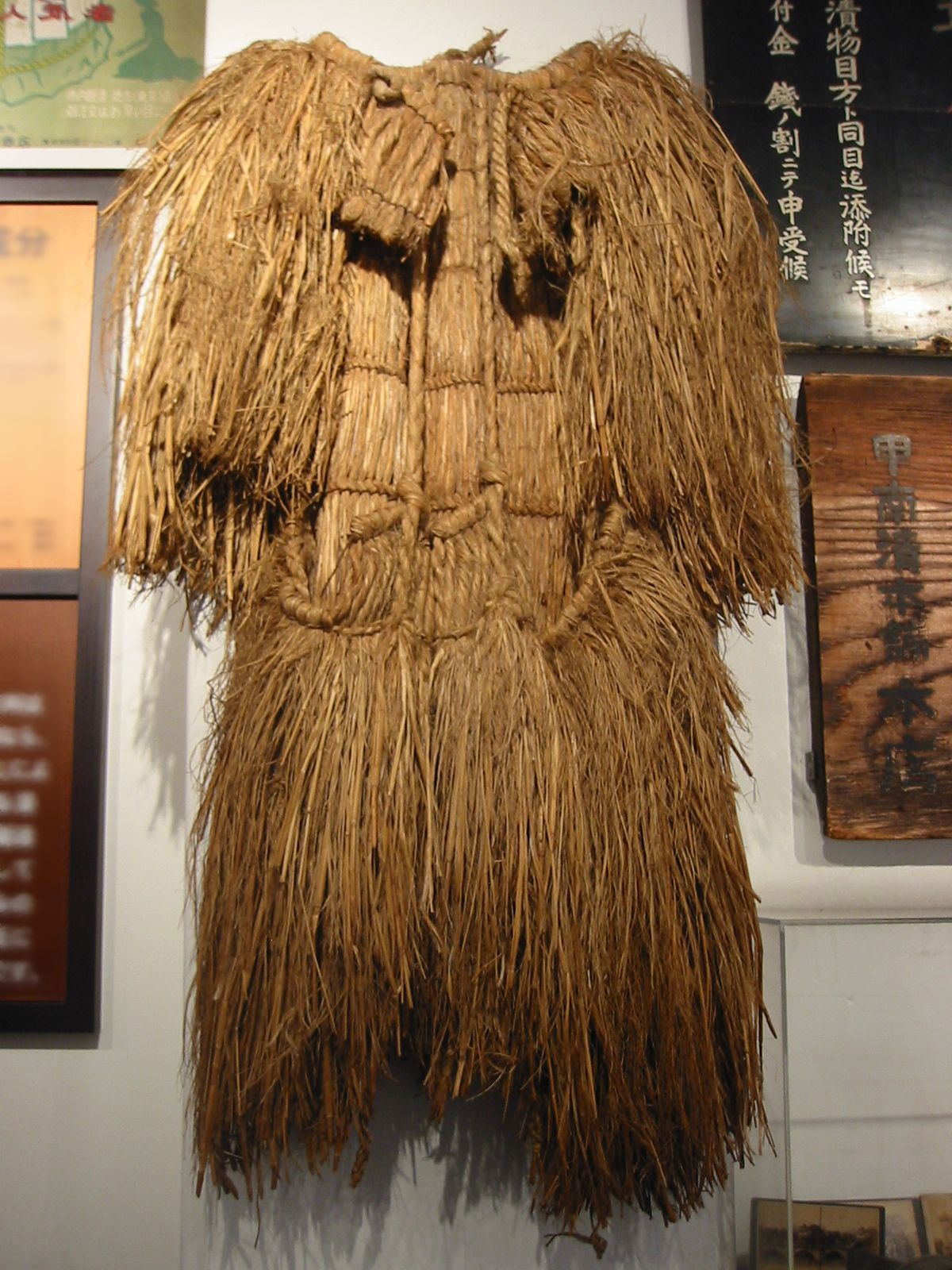
Un mino giapponese

Il mino (蓑?) è un indumento tradizionale, fatto di paglia, che copre tutto il corpo.

## Caratteristiche
La paglia ha proprietà idrorepellenti. Per questo motivo, queste giacche giapponesi sono fatte di paglia, perché sono impermeabili e inoltre anche meno costose di altri indumenti. Risultano poi facili da stirare e da lavare. Questo indumento tuttavia è altamente infiammabile, quindi è altamente consigliato non stare molto esposti alle fonti di calore mentre si indossa questo indumento. Questo tipo di indumenti viene generalmente indossato in luogo di festività.